# Čistky v Turecku (2016)
Čistky v Turecku byly zahájeny po neúspěšném pokusu o vojenský převrat ze dne 15. července 2016. Režim prezidenta Recepa Tayyipa Erdoğana zahájil represe vůči svým odpůrcům a rozsáhlé čistky v armádě, policii, justici, médiích či školství. Prezident Erdoğan označil za strůjce pokusu o převrat svého odpůrce, duchovního Fethullaha Gülena, který žije ve Spojených státech amerických, a požádal o jeho vydání do Turecka. Sám Gülen však pokus o puč odsoudil a odmítl, že by s ním měl něco společného; navíc uvedl, že není vyloučeno, že byl puč zinscenovaný samotným prezidentem s cílem upevnění vlastní moci. Organizace Amnesty International upozornila na mučení údajných strůjců puče, na jejich bití a znásilňování, na odpírání jídla, vody, lékařské péče i kontaktu s rodinou a právníky. Podle AI věznění nevědí ani z čeho jsou obviněni a Turecko tak porušuje právo na spravedlivý soud zaručené v jeho vlastním zákoníku i v mezinárodním právu.
Do konce července bylo 15 846 lidí zadrženo, z toho 8 133 lidí bylo zatčeno, 48 222 státních pracovníků bylo suspendováno. 15 univerzit, 1 043 soukromých škol, 1 229 charitativních organizací a nadací, 19 odborových svazů, 35 zdravotnických zařízení, 4 zpravodajské agentury, 16 televizních kanálů, 23 rozhlasových stanic, 45 denních novin, 15 časopisů a 29 vydavatelství bylo uzavřeno.
Celkem bylo na 160 000 lidí propuštěno nebo postaveno mimo službu. 77 000 lidí bylo zatčeno. Mnoho lidí bylo zatčeno na základě vykonstruovaných obvinění. 170 novin, televizních stanic a vydavatelství bylo zakázáno, přes 150 novinářů bylo uvězněno. Čtvrtina poslanců, většinou opozičních, byla zbavena imunity, a došlo k zatýkání představitelů opoziční prokurdské HDP.

## Výjimečný stav

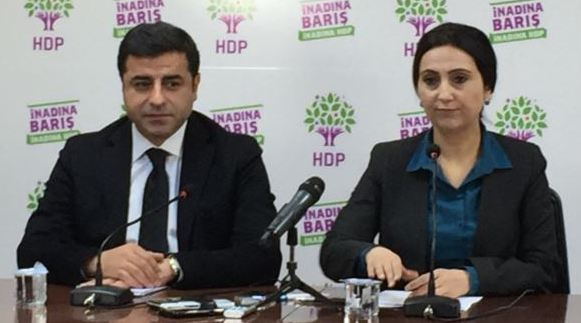
Lídři opoziční strany HDP Selahattin Demirtaş a Figen Yüksekdagová byli zatčeni v listopadu 2016

Dne 20. července vyhlásil prezident Erdogan výjimečný stav na následující tři měsíce, což povoluje turecká ústava v případě vážného narušení veřejného pořádku v zemi nebo pokud násilné činy ohrožují svobodu a demokracii. Dle agentury DPA může díky tomu prezident Erdogan vládnout pomocí dekretů, může být omezeno či pozastaveno právo shromažďovací nebo svoboda slova. Čistky pokračovaly i v roce 2019.

## Represe v armádě

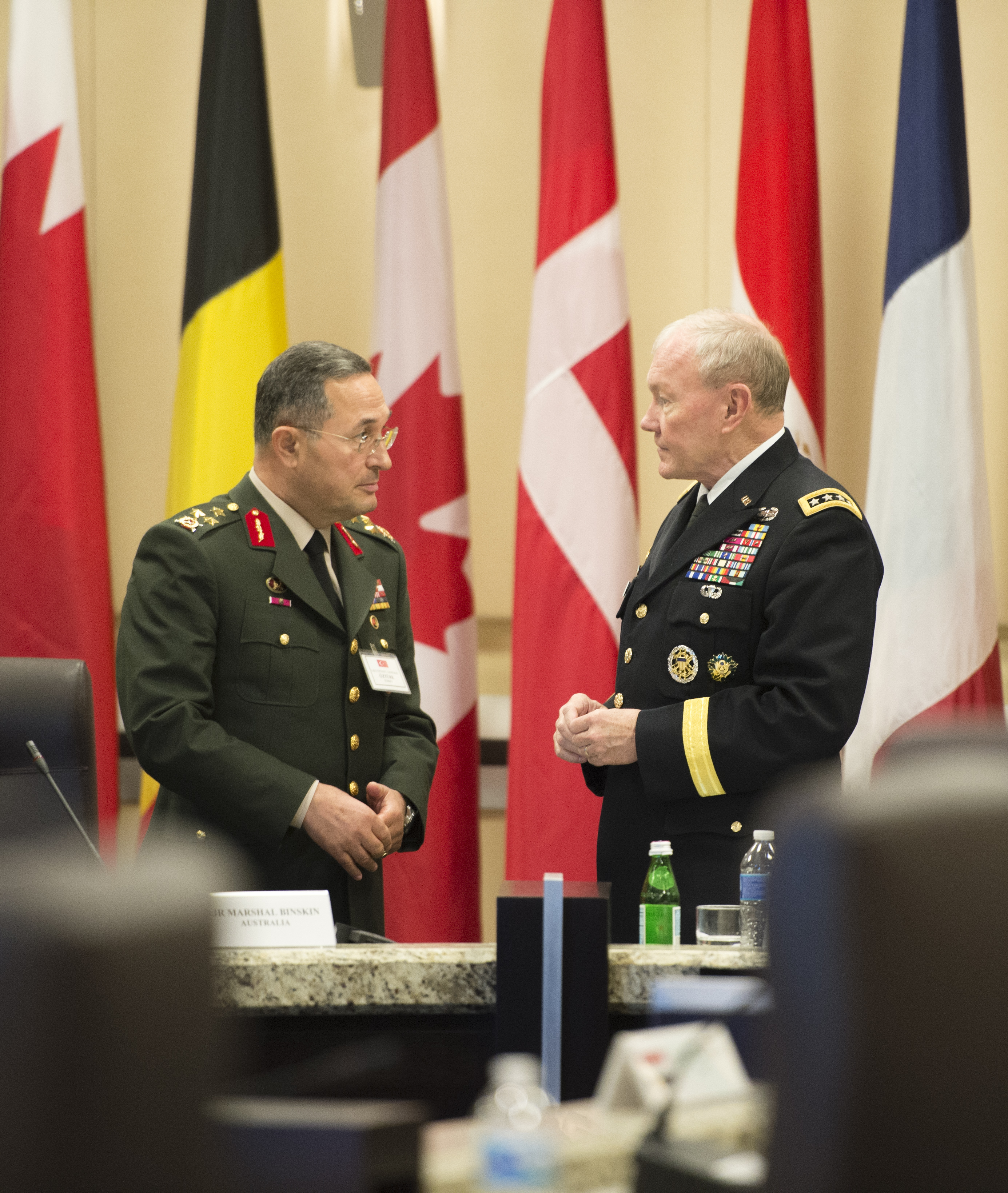
Generál Erdal Öztürk (vlevo), velitel turecké 3. armády, byl mezi zatčenými

V sobotu 16. července označila média za hlavní iniciátory pokusu o převrat bývalého vrchního velitele letectva Akına Öztürka a šéfa výcviku pozemních vojsk Metina İyidila. Došlo k masivnímu zatýkání, když během několika hodin bylo zatčeno více než 1500 vojáků, pět generálů a 29 plukovníků bylo sesazeno. Z celkového počtu 67 generálů Tureckého letectva bylo 30 postaveno mimo službu.
Turecký premiér Binali Yıldırım 29, července oznámil, že vláda uzavře leteckou základnu Akinci severně od Ankary, která během pokusu o puč sloužila vzbouřencům. Uzavřena mají být také všechna kasárna, z nichž během pokusu o převrat vyjížděly tanky a vylétaly vrtulníky.

## Čistky v justici
Ze svých funkcí bylo ihned odvoláno 2745 soudců a státních zástupců Byly vydány zatykače i na další desítky soudců a státních zástupců. Své funkce museli opustit také dva ústavní soudci, deset členů Státní rady a pět členů Vysoké rady soudců a státních zástupců. Podle šéfa soudcovských odborů Mustafa Karadaga policie zatýká nejen soudce a státní zástupce podezřelé z účasti na pokusu o převrat, ale i kritiky režimu, kteří s vojenským pučem nemají nic společného.

## Represe ve školství
Turecké ministerstvo školství 19. července propustilo 15 200 svých zaměstnanců a 21 tisícům učitelů ze soukromých institucí odebralo licence. Turecká vysokoškolská rada (YÖK) nařídila 1577 děkanům státních i soukromých univerzit v Turecku podání rezignaci. 20. července tato rada zakázala všem akademickým pracovníkům cestovat do zahraničí, a to až do odvolání.
Prvním dekretem po vyhlášení výjimečného stavu nařídil Erdogan uzavření 1043 soukromých škol, 1229 spolků a nadací, 19 odborových svazů, 15 univerzit a 35 zdravotnických zařízení s tím, že tyto instituce jsou údajně podezřelé ze styků s Fethullahem Gülenem, kterého Erdogan označuje za údajného strůjce neúspěšného převratu.

## Represe vůči médiím

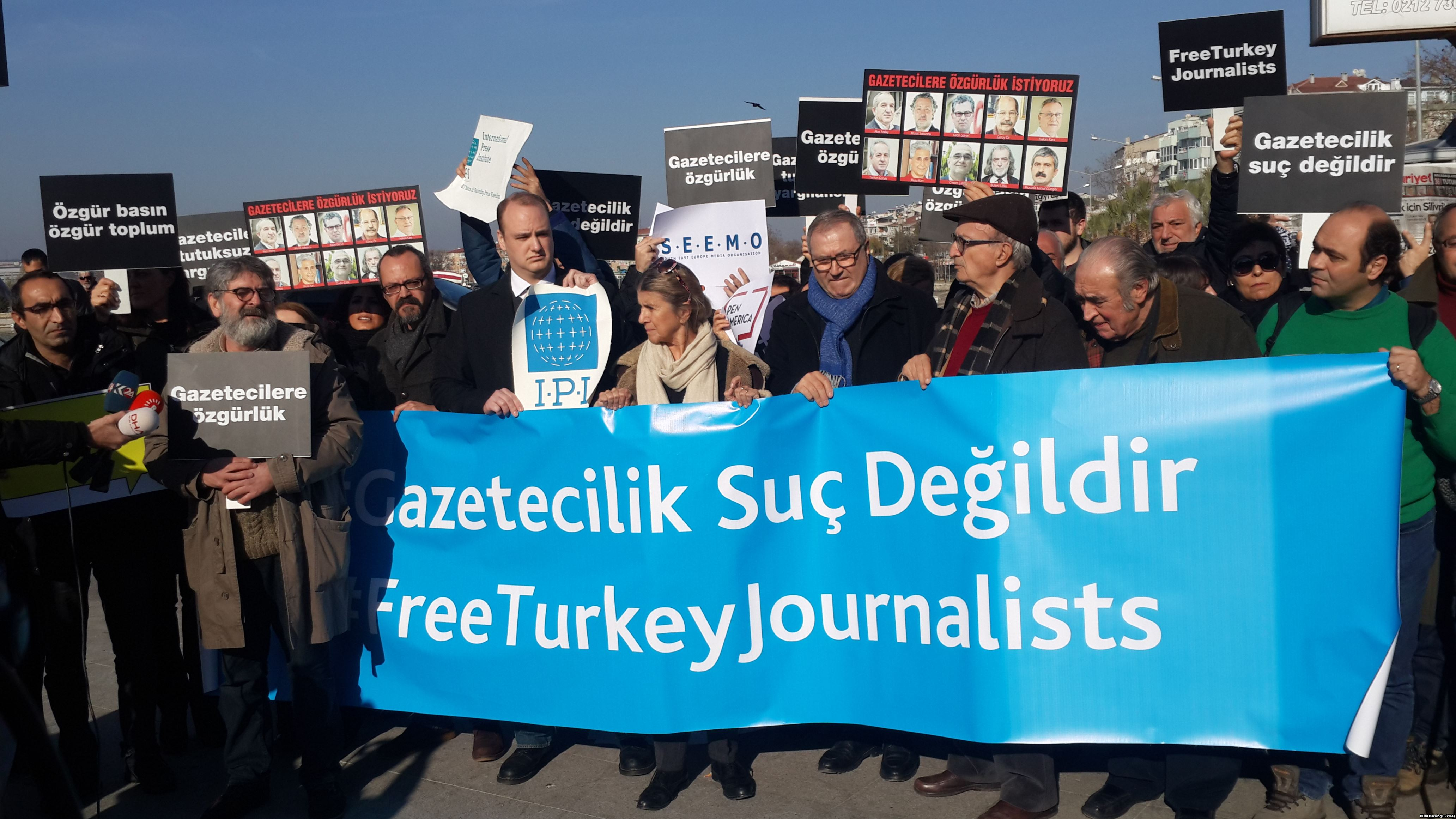
Turečtí novináři v listopadu 2016 protestují proti zatýkání svých kolegů

Čistky tureckého režimu jsou zaměřeny také na média. Bylo zavřeno více než 80 redakcí - 16 televizních kanálů, 45 deníků, 23 rozhlasových stanic a 3 tiskové agentury. Dále byly vydány zatykače na 47 novinářů v rámci vyšetřování osob údajně blízkých Gülenovi. Tito novináři pracovali pro opoziční list Zaman, nad kterým začátkem března 2016 převzal kontrolu turecký režim. Do roku 2018 bylo zavřeno kolem 200 médií.

## Čistky v ekonomice
Obvinění a zatčení údajných podporovatelů Fethullaha Gülena se týká také některých firem. Turecká policie například zatkla kvůli údajnému spojení s pučisty manažery skupiny Naksan. Právě pro firmu Adularya z této skupiny Naksan provádí česká firma Vítkovice Machinery Group stavbu elektrárny Yunus Emre, na kterou poskytla půjčku ve výši 12 miliard korun státní Česká exportní banka.

## Represe občanů
V Turecku se objevily spekulace, že pokus o puč byl zinscenovaný, aby mohla vláda zahájit represe, získat podporu a upevnit svou moc. U lidí, kteří takové domněnky otevřeně sdělili na sociálních sítích, prokurátoři zahájili vyšetřování.
Za kritiku turecké vojenské invaze do Afrínu v Sýrii proti Kurdům bylo na počátku roku 2018 zatčeno v Turecku přes 800 lidí.

## Zavedení trestu smrti
Prezident deklaroval, že znovu zavede trest smrti, navzdory ostrému odporu Evropské unie. Odůvodnil to tím, že si to občané žádají a je jim potřeba naslouchat. Kritici se ale obávají, že skutečnou motivací je stupňování represí jeho režimu. Evropská unie uvedla, že v případě zavedení trestu zastaví jednání o vstupu Turecka do EU, která zesílila při řešení migrační krize.